# 内联汇编
内联汇编（英語：Inline assembly）是部分編譯器支援的一種功能。其將非常低階的組合語言內嵌在高階語言源始碼中。實施行內組語通常是為了以下理由：
- 執行效率最佳化：將演算法中最攸關效能的部份使用手寫組語取代高階程式碼，優點是不會受到編譯器的限制。
- 使用處理器特有指令：某些處理器提供特定的指令，比如Compare-and-swap和Test-and-set指令可以直接用以實作信號機制。因為多工系統都需要信號機制，幾乎所有現代的處理器都支援前述的兩個指令。其它的一些指令集如SPARC架構的VIS指令集，Intel處理器的MMX指令集以及SSE指令集等。
- 系統調用（System Call）：高階語言鮮少提供直接調用system calls的機制，故使用組語來進行這項工作。

## 使用處理器持有指令優化範例
下面是一段在D語言進行行內組語的程式碼。該程式碼使用x86架構的浮點運算器指令來計算{\displaystyle \tan x}。此實作快於編譯器產生的一系列浮點數運算，行內組語也使編程人員得以使用fldpi指令來載入在x86架構下可得到的最佳之pi估計值。
```
// 計算tan(x)

real
 
tan
(
real
 
x
)

{

   
asm

   
{

       
fld
     
x
[
EBP
]
                  
;
 
// 將x值載入浮點運算器的堆疊上

       
fxam
                            
;
 
// 測試堆疊頂端的值是否是合法、可計算浮點數

       
fstsw
   
AX
                      
;

       
sahf
                            
;

       
jc
      
trigerr
                 
;
 
// 若x是NAN,正負無限，或空值 

                                         
// 387可以處理denormals數值

SC18
:
  
fptan
                           
;
 
// 為與8087運算器相容fptan會使堆疊頂端為1.0，再來才是tan值，

       
fstp
    
ST
(
0
)
                   
;
 
// 丟棄堆疊頂端的值

       
fstsw
   
AX
                      
;

       
sahf
                            
;

       
jnp
     
Lret
                    
;
 
// C2為FPU狀態變數，C2 == 1表示x超出允許的範圍

                                       
;
 
// tan之週期為pi，下面的程式碼就是將x縮至允許的範圍

       
fldpi
                           
;

       
fxch
                            
;

SC17
:
  
fprem1
                          
;

       
fstsw
   
AX
                      
;

       
sahf
                            
;

       
jp
      
SC17
                    
;

       
fstp
    
ST
(
1
)
                   
;
 
// 將pi值移出堆疊

       
jmp
     
SC18
                    
;

   
}

trigerr
:

   
return
 
real
.
nan
;

Lret
:

   
;

}

```

## 系統調用（system calls）範例
在保護模式運行的應用程式無法直接呼叫專屬於OS的功能。因為OS的行程空間包含核心空間（kernel mode）與用戶空間（user mode）；運行在用戶空間的程式只能透過中斷來引用專屬於作業系統的功能。通常高階語言都不提供這項功能，所以要運用行內組語將呼叫system calls的過程包裝為高階語言可辨認、呼叫的函式。
下面的C語言片段即含有一個system call的包裝函式。其組語語法為GNU汇编器使用的AT&T組語語法。一般這類程式都會使用巨集實作，不過為了清楚展示觀念，在此列出了完整的程式碼。
GNU組譯器的行內組語語法相當直覺，基本型式如下：
```
asm
(
"assembly code"
);

```

例如：
```
asm
(
"movl %ecx, %eax"
);
 
/* 複製ecx暫存器的內容至eax暫存器*/

```

或
```
__asm_
(
"movb %bh, (%eax)"
);
 
/* 從bh暫存器複製1位元組的資料到eax暫存器所指的記憶體區塊*/

```

必須注意的是，AT&T語法中的運算元順序與Windows平台下常用的MASM剛好相反。
asm跟__asm__都是合法型式；當asm與程式碼中某些變數命名起衝突時可使用後者。
```
extern
 
int
 
errno
;

int
 
funcname
（
int
 
arg1
,
 
int
 
*
arg2
,
 
int
 
arg3
）

{

  
int
 
res
;

  
__asm__
 
volatile
(

    
"int $0x80"
        
/* 向OS拋出請求*/

    
:
 
"=a"
 
(
res
)
       
/* 請編譯器將結果將儲存於eax ("a")*/

      
"+b"
(
arg1
),
     
/* 請編譯器將arg1存於ebx ("b")*/

      
"+c"
(
arg2
),
     
/* 請編譯器將arg2存於ecx ("c")*/

      
"+d"
(
arg3
)
      
/* 請編譯器將arg3存於edx ("d")*/

    
:
 
"a"
(
128
)
       
/* 該system call的編號放於eax ("a")*/

    
:
 
"memory"
,
 
"cc"
);
 
/* 通知編譯器，記憶體與condition code register（決定分支的暫存器）己被更改*/

  
/* 若OS回傳負值表示錯誤；則包裝函式要設定errno global variable並回傳 -1 */

  
if
 
(
-125
 
<=
 
res
 
&&
 
res
 
<
 
0
)
 
{

    
errno
 
=
 
-
res
;

    
res
 
=
 
-1
;

  
}
  

  
return
 
res
;

}

```